# Alfonso Rojo de la Vega
Alfonso Rojo de la Vega, né le 3 septembre 1895, à Culiacán, au Mexique et décédé le 11 mai 1967, à Mexico, au Mexique, est un ancien entraîneur de basket-ball et de football et dirigeant sportif mexicain.

## Palmarès
- 3e des Jeux olympiques 1936